# Edinburški dvorac
Edinburški dvorac (eng. Edinburgh Castle; škot. gael. Caisteal Dhùn Éideann), dvorac u škotskom gradu Edinburghu, smješten na 80 metara visokoj vulkanskoj stijeni (Castle Rock), dominira gradom i okolicom. Dvorac je bio rezidencija škotskih kraljeva do 1633. godine. Od 1995. godine, nalazi se na popisu UNESCO-ove svjetske zaštićene materijalne baštine, u okviru starog i novog grada.
Dvorac Edinburgh je, uz Londonski Tower, najposjećenija turistička atrakcija u Ujedinjenom Kraljevstvu. Unutar dvorca čuva se škotska kraljevska kruna. Pučka predaja i turistička reklama predstavlja dvorac kao mjesto najopsjednutije duhovima.

## Povijest dvorca
Brdo Castle Rock je bilo naseljeno zadnjih 3.000 godine. Godine 600. keltsko pleme Votadini podiglo je tvrđavu na vrhu brda. Tvrđava je postala rezidencija škotskih kraljeva sredinom 11. stoljeća, za vladavine škotskog kralja Malcolma III. Canmorea (1058. – 1093.), čija je supruga Margareta Škotska umrla u dvorcu 1093. godine, nakon čega je proglašena sveticom. Najstarija sačuvana zgrada unutar dvorca je kapela sv. Margareta, izgrađena sredinom 12. stoljeća na najvišem položaju brda.
Između 1296. i 1341. godine, dvorac su dvaput osvojili Englezi, ali su ga Škoti svaki put oslobodili. Veliku dvoranu dovršio je 1511. godine škotski kralj Jakov V. Poslije opsade između 1571. i 1573. godine, ojačani su obrambeni bedemi dvorca. Posljednji vladar koji je boravio u dvorcu bio je škotski i engleski kralj Karlo I. 1633. godine.
Dvorac je bio više puta pod opsadom tijekom 17. i 18. stoljeća. Krajem 19. stoljeća obnovljeni su dijelovi dvorca, uključujući Veliku dvoranu. Dio dvorca i danas čini vojnu bazu, a u sklopu dvorca nalazi se i vojni muzej.